# Melanie Merkosky

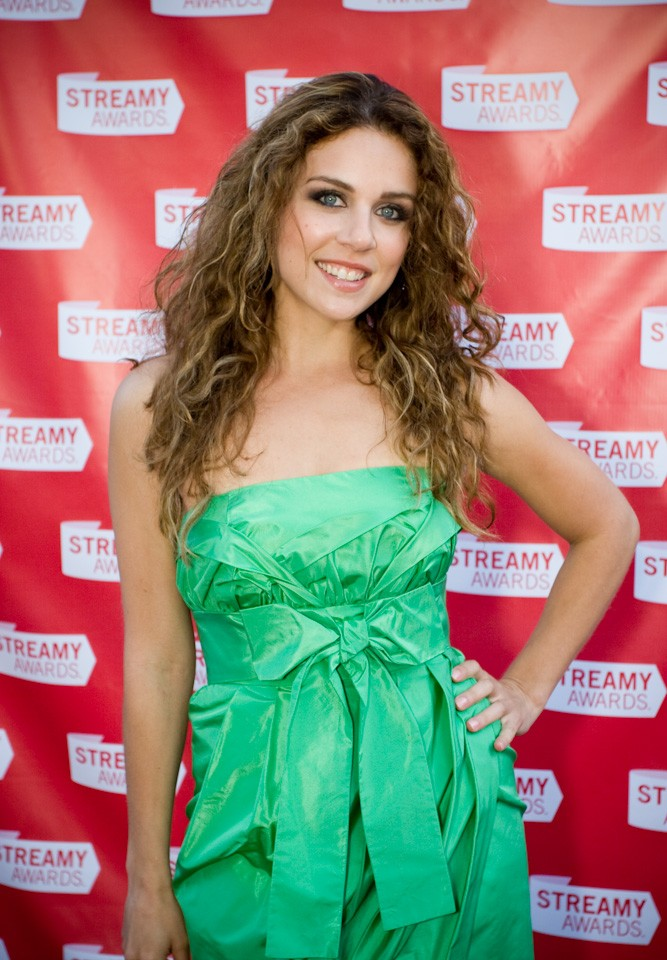
Melanie Merkosky (2009)

Melanie Joanna Merkosky (* 7. April 1986) ist eine kanadische Schauspielerin.

## Leben
Merkosky studierte Tanz und Gesang an der Young Canadians School of Performing Arts, dem Royal Conservatory of Music und der Royal Academy of Dance. Danach studierte sie Schauspiel bei Anthony Meindl.
Ihre Fernsehkarriere begann sie 1998 mit einer Nebenrolle in der Serie Liebling, ich habe die Kinder geschrumpft. Die erste bedeutende Rolle erhielt sie 2006 in der Serie Slings and Arrows, einem größeren Publikum wurde sie aber erst als Natalie in American Pie präsentiert: Nackte Tatsachen bekannt. In den 2000er-Jahren spielte sie außerdem in den Fernsehserien Harper's Globe, Lonelygirl15 und Runaway. 2014 spielte sie die Hauptrolle der Lindsay Walker in Le règne de la beauté von Denys Arcand.
Immer wieder spielt Merkosky auch in Theatern und Musicalproduktionen, so gehörte sie zum Ensemble von Mamma Mia bei der US-Tournee, am Theatre Calgary und der Stage West in Calgary.
Sie lebt in Toronto und Los Angeles.

## Filmografie (Auswahl)
- 2006: American Pie präsentiert: Nackte Tatsachen (American Pie Presents: The Naked Mile)
- 2006: An ihrer Seite (Away From Her)
- 2007: The Poet
- 2009: H and G (Kurzfilm)
- 2010: Planet Sun: The Tan-Fastic Adventures of Shay and Stay (Kurzfilm)
- 2011: ElfQuest: A Fan Imagining (Kurzfilm)
- 2012: Congratulations
- 2012: Janeane from Des Moines
- 2013: Desperate Acts of Magic ebe
- 2013: Telluride (Kurzfilm)
- 2014: 11:11 (Kurzfilm)
- 2014: Le règne de la beauté
- 2018: The Idea of Manhood
- 2023: Buddy Games – Spring Awakening 2

## Fernsehen
- 1998: Die Arche Norman (Noah, Fernsehfilm)
- 1998: Liebling, ich habe die Kinder geschrumpft (Honey, I Shrunk the Kids: The TV Show, Fernsehserie, eine Folge)
- 1999: The Sheldon Kennedy Story (Fernsehfilm)
- 2002: Von Tür zu Tür (Door to Door, Fernsehfilm)
- 2006: Slings and Arrows (Fernsehserie, 5 Folgen)
- 2006–2008: Runaway (Fernsehserie, 9 Folgen)
- 2007–2008: Lonelygirl15 (Fernsehserie, 34 Folgen)
- 2009: Harper’s Globe (Fernsehserie, 16 Folgen)
- 2009: Harper’s Island (Fernsehserie, eine Folge)
- 2010: BlackBoxTV (Fernsehserie, eine Folge)
- 2011: Futurestates (Fernsehserie, eine Folge)
- 2012: The Hi-Life (Fernsehserie, eine Folge)
- 2012–2013: Continuum (Fernsehserie, 18 Folgen)
- 2014: The Strain (Fernsehserie, 2 Folgen)
- 2014: Covert Affairs (Fernsehserie, 2 Folgen)
- 2015: Saving Hope (Fernsehserie, eine Folge)
- 2016: Mr. D (Fernsehserie, 2 Folgen)
- 2019: Supernatural (Fernsehserie, 2 Folgen)
- 2023: Virgin River (Fernsehserie, eine Folge)